# Lennox Berkeley
Lennox Randal Francis Berkeley (Oxford, 1903. május 12. – St Charles' Hospital, 1989. december 26.) brit zeneszerző.